# Линь Шусэнь
Линь Шусэ́нь (кит. упр. 林树森, пиньинь Lín Shùsēn, род. 30 декабря 1946, Шаньтоу, КНР) — губернатор провинции Гуйчжоу (2006—2010), глава горкома КПК (2002—2006) и мэр (1996—2003) города Гуанчжоу, член ЦК КПК (2007—2012, кандидат с 2002 года).
Член КПК с 1981 года, член ЦК КПК 17 созыва (кандидат 16 созыва). Депутат ВСНП 9—10 созывов.

## Биография
По национальность ханец.
Окончил Гуандунский инженерный колледж, где учился в 1965—1970 годах.
В 1994—96 годах начальник планового комитета провинции Гуандун.
В 1996—2003 годах мэр столицы провинции Гуандун города Гуанчжоу, с 1996 года замглавы, в 2002—2006 глава горкома КПК и председатель городского ПК СНП, член посткома провинциального парткома.
В 2006—2010 годах губернатор и замглавы парткома провинции Гуйчжоу (Юго-Западный Китай).